# Шпенглеров куп 2013.
Шпенглеров куп 2013. представља 87. по реду издање традиционалног предновогодишњег турнира у хокеју на леду који се сваке године одржава у периоду између 26. и 31. децембра у швајцарском зимовалишту Давосу. Домаћин турнира је ХК Давос, а све утакмице су се играле у Вајлант арени.
Учествује укупно 6 екипа подељених у две групе са по 3 тима. Групе носе имена легендарних швајцарских хокејаша Бибија Торијанија и Ханса Катинија. Титулу победника из претходне године бранила је екипа Канаде.
Титулу је по први пут освојила швајцарска екипа Женева-Сервет која је у финалу савладала московски ЦСКА са 5:3.

## Учесници
На турниру учествује следећих 6 екипа (домаћин задржава право избора учесника турнира):
- ХК Давос (домаћин и бранилац титуле из 2011)
- Тим Канада (чине га канадски играчи који играју у Европи)
- ХК ЦСКА Москва (представник КХЛ лиге)
- ХК Витковице Стил
- ХК Женева-Сервет
- Рочестер американси

Жреб за групну фазу такмичења одржан је 12. августа 2013.

## Судије
Списак судија турнира:
| Главни судија     | Линијски судија |
| ----------------- | --------------- |
| Константин Оленин | Роже Арм        |
| Стив Патафи       | Николас Флури   |
| Дени Курман       | Андреас Келер   |
| Брент Реибер      | Андрес Кохлер   |
| Дидије Маси       | Михаел Тшериг   |

## Групна фаза
Легенда
- П (победа у регуларном времену) – 3 поена
- ПП (победа након продужетака или пенала) – 2 поена
- ИП (пораз након продужетака или пенала) – 1 поен
- И (пораз у регуларном времену) – 0 поена

|  | Директан ласман у полуфинале |
|  | Пласман у четвртфинале       |

### Група Торијани
| 26. децембар 2013. 15:00 | ХК Женева-Сервет | 5:0 (1:0, 1:0, 3:0) | Рочестер американси | Вајлант арена, Давос Посетилаца: 5.865 |

| Извор | Извор                         | Извор   | Извор     | Извор                                                                        |
| --- | ----------------------------- | ------- | --------- | ---------------------------------------------------------------------------- |
| | Тобијас Штефан                | Голмани | Мет Хекет | Судије Константин Оленин Брент Реибер Линијске судије Роже Арм Михаел Тшериг |
| Каспарс Даугавинс (ГИМ) - 11:41 Метју Ломбарди (ГИВ) - 38:49 Метју Ломбарди - 45:11 Јурај Шимек - 46:46 Коди Алмонд - 56:22 | 1 : 0 2 : 0 3 : 0 4 : 0 5 : 0 |         |           | Судије Константин Оленин Брент Реибер Линијске судије Роже Арм Михаел Тшериг |
| 33 мин | Искључења                     | 60 мин  |           | Судије Константин Оленин Брент Реибер Линијске судије Роже Арм Михаел Тшериг |
| 37 | Шутеви на гол                 | 23      |           | Судије Константин Оленин Брент Реибер Линијске судије Роже Арм Михаел Тшериг |

| 27. децембар 2013. 15:00 | ХК ЦСКА | 4 : 3 (1:1, 2:1, 1:1) | Рочестер американси | Вајлант арена, Давос Посетилаца: 6.303 |

| Извор                                                                                        | Извор                                     | Извор                                          | Извор     | Извор                                                                      |
| -------------------------------------------------------------------------------------------- | ----------------------------------------- | ---------------------------------------------- | --------- | -------------------------------------------------------------------------- |
|                                                                                              | Растислав Стана                           | Голмани                                        | Мет Хакет | Судије Стив Патафи Брент Рајбер Линијске судије Роман Кадерли Михаел Чериг |
| Игор Григоренко 15:02 Александар Радулов 23:32 Николај Прохоркин 48:46 Игор Григоренко 54:52 | 1 : 0 1 : 1 1 : 2 2 : 2 3 : 2 4 : 2 4 : 3 | 19:54 Фил Вероне 20:28 Лук Адам 59:59 Лук Адам |           | Судије Стив Патафи Брент Рајбер Линијске судије Роман Кадерли Михаел Чериг |
| 4 мин                                                                                        | Искључења                                 | 10 мин                                         |           | Судије Стив Патафи Брент Рајбер Линијске судије Роман Кадерли Михаел Чериг |
| 38                                                                                           | Шутеви на гол                             | 28                                             |           | Судије Стив Патафи Брент Рајбер Линијске судије Роман Кадерли Михаел Чериг |

| 28. децембар 2013. 15:00 | ХК Женева-Сервет | 4 : 3 (пп) (1:1, 1:2, 1:0, 1:0) | ХК ЦСКА | Вајлант арена, Давос Посетилаца: 6.303 |

| Извор                                                                                          | Извор                                     | Извор                                                                 | Извор            | Извор                                                                      |
| ---------------------------------------------------------------------------------------------- | ----------------------------------------- | --------------------------------------------------------------------- | ---------------- | -------------------------------------------------------------------------- |
|                                                                                                | Роберт Мајер                              | Голмани                                                               | Иља Проскурјаков | Судије Дани Курман Брент Рајбер Линијске судије Николас Флури Михаел Чериг |
| Денис Холенстејн 08:06 Каспарс Даугавинс 34:03 Александар Пикард 56:37 Каспарс Даугавинс 61:53 | 0 : 1 1 : 1 1 : 2 1 : 3 2 : 3 3 : 3 4 : 3 | 02:15 Александар Фролов 27:38 Александар Радулов 30:57 Сергеј Федоров |                  | Судије Дани Курман Брент Рајбер Линијске судије Николас Флури Михаел Чериг |
| 8 мин                                                                                          | Искључења                                 | 6 мин                                                                 |                  | Судије Дани Курман Брент Рајбер Линијске судије Николас Флури Михаел Чериг |
| 41                                                                                             | Шутеви на гол                             | 29                                                                    |                  | Судије Дани Курман Брент Рајбер Линијске судије Николас Флури Михаел Чериг |

| Екипа               | Ут. | П | ПП | ИП | И | Г+ | Г- | Бод |
| ------------------- | --- | - | -- | -- | - | -- | -- | --- |
| ХК Женева-Сервет    | 2   | 1 | 1  | 0  | 0 | 9  | 3  | 5   |
| ХК ЦСКА             | 1   | 1 | 0  | 1  | 0 | 7  | 7  | 4   |
| Рочестер американси | 2   | 0 | 0  | 0  | 2 | 3  | 9  | 0   |

### Група Катини
| 26. децембар 2013. 20:15 | Тим Канада | 5:4 (2:2, 1:2, 2:0) | ХК Витковице Стил | Вајлант арена, Давос Посетилаца: 6.076 |

| Извор | Извор                                                 | Извор                                                                                        | Извор          | Извор                                                                      |
| --- | ----------------------------------------------------- | -------------------------------------------------------------------------------------------- | -------------- | -------------------------------------------------------------------------- |
| | Крис Мејсон                                           | Голмани                                                                                      | Филип Шинделар | Судије Дени Курман Дидије Маси Линијске судије Николас Флури Андрес Кохлер |
| Александре Болдуц - 02:33 Глен Метрополит - 09:46 Мики Дупонт (ГИВ) - 33:38 Бајрон Ричи - 47:58 Дерик Валсер - 53:49 | 1 : 0 1 : 1 2 : 1 2 : 2 2 : 3 3 : 3 3 : 4 4 : 4 5 : 4 | 04:20 - Ликаш Кушчера 17:05 - Ричард Стехлик (ГИВ) 31:26 - РУдолф Хуна 33:49 - Петер Хужевка |                | Судије Дени Курман Дидије Маси Линијске судије Николас Флури Андрес Кохлер |
| 12 мин | Искључења                                             | 26 мин                                                                                       |                | Судије Дени Курман Дидије Маси Линијске судије Николас Флури Андрес Кохлер |
| 42 | Шутеви на гол                                         | 22                                                                                           |                | Судије Дени Курман Дидије Маси Линијске судије Николас Флури Андрес Кохлер |

| 27. децембар 2013. 20:15 | ХК Давос | 5 : 1 (2:0, 2:0, 1:1) | ХК Витковице Стил | Вајлант арена, Давос Посетилаца: 6.303 |

| Извор                                                                                              | Извор                               | Извор             | Извор       | Извор                                                                                    |
| -------------------------------------------------------------------------------------------------- | ----------------------------------- | ----------------- | ----------- | ---------------------------------------------------------------------------------------- |
| | Леонардо Генони                     | Голмани           | Роман Малек | Судије Дидије Маси Константин Олењин Линијске судије Роже Арм Andreas Kohlerндреас Келер |
| Беат Форстер 02:51 Дино Вајзер 03:12 Робин Гросман 22:43 Грегори Хофман 26:04 Виле Коистинен 43:36 | 1 : 0 2 : 0 3 : 0 4 : 0 5 : 0 5 : 1 | 44:14 Роман Штурц |             | Судије Дидије Маси Константин Олењин Линијске судије Роже Арм Andreas Kohlerндреас Келер |
| 6 мин                                                                                              | Искључења                           | 12 мин            |             | Судије Дидије Маси Константин Олењин Линијске судије Роже Арм Andreas Kohlerндреас Келер |
| 21                                                                                                 | Шутеви на гол                       | 37                |             | Судије Дидије Маси Константин Олењин Линијске судије Роже Арм Andreas Kohlerндреас Келер |

| 28. децембар 2013. 20:15 | Тим Канада | 2 : 3 (0:0, 0:2, 2:1) | ХК Давос | Вајлант арена, Давос Посетилаца: 6.303 |

| Извор                                | Извор                         | Извор                                                          | Извор        | Извор                                                                       |
| ------------------------------------ | ----------------------------- | -------------------------------------------------------------- | ------------ | --------------------------------------------------------------------------- |
|                                      | Ален Јорк                     | Голмани                                                        | Мика Норонен | Судије Стив Патафи Константин Олењин Линијске судије Роже Арм Роман Кадерли |
| Дарен Хајдар 44:45 Максим Норо 58:03 | 0 : 1 0 : 2 1 : 2 1 : 3 2 : 3 | 27:19 Маркус Паулсон 31:43 Петер Гугисберг 57:01 Андрес Амбихл |              | Судије Стив Патафи Константин Олењин Линијске судије Роже Арм Роман Кадерли |
| 12 мин                               | Искључења                     | 14 мин                                                         |              | Судије Стив Патафи Константин Олењин Линијске судије Роже Арм Роман Кадерли |
| 26                                   | Шутеви на гол                 | 29                                                             |              | Судије Стив Патафи Константин Олењин Линијске судије Роже Арм Роман Кадерли |

| Екипа             | Ут. | П | ПП | ИП | И | Г+ | Г- | Бод |
| ----------------- | --- | - | -- | -- | - | -- | -- | --- |
| ХК Давос          | 2   | 2 | 0  | 0  | 0 | 8  | 3  | 6   |
| Тим Канада        | 2   | 1 | 0  | 0  | 1 | 7  | 7  | 3   |
| ХК Витковице Стил | 2   | 0 | 0  | 0  | 2 | 5  | 10 | 0   |

## Елиминациона рунда

### Четвртфинале
| 29. децембар 2013. 15:00 | ЦСКА Москва | 3 : 2 (пп) (0:0, 2:2, 1:0) | Витковице Стил | Вајлант арена, Давос Посетилаца: 6.303 |

| Извор                                                         | Извор                         | Извор                                       | Извор          | Извор                                                                      |
| ------------------------------------------------------------- | ----------------------------- | ------------------------------------------- | -------------- | -------------------------------------------------------------------------- |
|                                                               | Растислав Стана               | Голмани                                     | Филип Синделар | Судије Дидије Маси Стив Патафи Линијске судије Андреас Келер Роман Кадерли |
| Руслан Зајнулин 29:45 Владимир Жарков 39:51 Јаков Рилов 60:46 | 0 : 1 0 : 2 1 : 2 2 : 2 3 : 2 | 24:36 Рихард Стехлик 25:06 Владимир Свачина |                | Судије Дидије Маси Стив Патафи Линијске судије Андреас Келер Роман Кадерли |
| 10 мин                                                        | Искључења                     | 10 мин                                      |                | Судије Дидије Маси Стив Патафи Линијске судије Андреас Келер Роман Кадерли |
| 36                                                            | Шутеви на гол                 | 37                                          |                | Судије Дидије Маси Стив Патафи Линијске судије Андреас Келер Роман Кадерли |

| 29. децембар 2013. 20:15 | Тим Канада | 6 : 3 (3:0, 1:3, 2:0) | Рочестер американси | Вајлант арена, Давос Посетилаца: 6.303 |

| Извор | Извор                                                 | Извор                                                     | Извор                                | Извор                                                                       |
| --- | ----------------------------------------------------- | --------------------------------------------------------- | ------------------------------------ | --------------------------------------------------------------------------- |
| | Крис Мејсон Ален Јорк (3. период)                     | Голмани                                                   | Нејтан Левен Метју Хакет (2. период) | Судије Дени Курман Константин Олењин Линијске судије Роже Арм Николас Флури |
| Бајрон Ричи 07:31 Џејкоб Микфликје 15:05 Џејкоб Микфликје 18:41 Дерик Волсер 26:06 Бајрон Ричи 50:05 Александар Жиро 59:17 | 1 : 0 2 : 0 3 : 0 3 : 1 4 : 1 4 : 2 4 : 3 5 : 3 6 : 3 | 21:55 Алекса Хачингс 26:56 Ден Катеначи 33:11 Џоел Армија |                                      | Судије Дени Курман Константин Олењин Линијске судије Роже Арм Николас Флури |
| 10 мин | Искључења                                             | 10 мин                                                    |                                      | Судије Дени Курман Константин Олењин Линијске судије Роже Арм Николас Флури |
| 34 | Шутеви на гол                                         | 27                                                        |                                      | Судије Дени Курман Константин Олењин Линијске судије Роже Арм Николас Флури |

### Полуфинале
| 30. децембар 2013. 15:00 | ХК Давос | 4 : 5 (пен) (2:1, 1:3, 1:0, 0:0; 0:1) | ЦСКА Москва | Вајлант арена, Давос Посетилаца: 6.303 |

| Извор | Извор                                                   | Извор | Извор            | Извор                                                                      |
| --- | ------------------------------------------------------- | --- | ---------------- | -------------------------------------------------------------------------- |
| | Леонардо Џенони                                         | Голмани | Иља Проскурјаков | Судије Дидије Маси Брент Рајбер Линијске судије Андреас Келер Михаел Чериг |
| Енцо Корви 03:28 Никлас Даниелсон 15:42 Виле Коистинен 34:11 Петер Шејна 57:25 Виле Коистинен Маркус Паулсон Рето Вон Аркс | 1 : 0 1 : 1 2 : 1 2 : 2 2 : 3 3 : 3 3 : 4 4 : 4 Пенали: | 07:12 Илари Филпула 20:19 Александар Радулов 29:44 Александар Радулов 38:09 Владимир Жарков Александар Радулов Николај Прохоркин Александар Фролов |                  | Судије Дидије Маси Брент Рајбер Линијске судије Андреас Келер Михаел Чериг |
| 6 мин | Искључења                                               | 10 мин |                  | Судије Дидије Маси Брент Рајбер Линијске судије Андреас Келер Михаел Чериг |
| 44 | Шутеви на гол                                           | 33 |                  | Судије Дидије Маси Брент Рајбер Линијске судије Андреас Келер Михаел Чериг |

| 30. децембар 2013. 20:15 | ХК Женева-Сервет | 6 : 5 (2:0, 2:2, 2:3) | Тим Канада | Вајлант арена, Давос Посетилаца: 6.303 |

| Извор | Извор                                                             | Извор | Извор                                    | Извор                                                                      |
| --- | ----------------------------------------------------------------- | --- | ---------------------------------------- | -------------------------------------------------------------------------- |
| | Тобијас Стефан                                                    | Голмани | Ален Јорк Метју Хакет (03:07, 2. период) | Судије Дани Курман Стив Патафи Линијске судије Николас Флури Роман Кадерли |
| Метју Ломбарди 02:46 Денис Холенштејн 15:22 Инти Пестони 23:07 Арно Жакеме 28:13 Метју Ломбарди 43:05 Данијел Вуковић 50:06 | 1 : 0 2 : 0 3 : 0 3 : 1 4 : 1 4 : 2 5 : 2 5 : 3 6 : 3 6 : 4 6 : 5 | 24:29 Александар Жиро 37:15 трејвис Роч 39:22 - Џејкоб Микфликије 56:40 Дарен Хајдар 58:18 - Џејсон Вилијамс |                                          | Судије Дани Курман Стив Патафи Линијске судије Николас Флури Роман Кадерли |
| 12 мин | Искључења                                                         | 6 мин |                                          | Судије Дани Курман Стив Патафи Линијске судије Николас Флури Роман Кадерли |
| 24 | Шутеви на гол                                                     | 55 |                                          | Судије Дани Курман Стив Патафи Линијске судије Николас Флури Роман Кадерли |

### Финале
| 31. децембар 2013. 12:00 | ЦСКА Москва | 3 : 5 (0:2, 1:2, 2:1) | ХК Женева-Сервет | Вајлант арена, Давос Посетилаца: 6.303 |

| Извор                                                           | Извор                                           | Извор                                                                                                 | Извор        | Извор                                                                 |
| --------------------------------------------------------------- | ----------------------------------------------- | --- | ------------ | --------------------------------------------------------------------- |
|                                                                 | Растислав Стана                                 | Голмани                                                                                               | Роберт Мајер | Судије Дидије Маси Стив Патафи Линијске судије Роже Арм Андреас Келер |
| Олег Саприкин 39:00 Александар Фролов 41:15 Никита Зајцев 56:31 | 0 : 1 0 : 2 0 : 3 0 : 4 1 : 4 2 : 4 3 : 4 3 : 5 | 07:00 Јурај Шимек 10:24 Денис Холенштејн 23:48 Ленарт Петрел 36:21 Кевин Роми 59:00 Каспарс Даугавинш |              | Судије Дидије Маси Стив Патафи Линијске судије Роже Арм Андреас Келер |
| 30 мин                                                          | Искључења                                       | 10 мин                                                                                                |              | Судије Дидије Маси Стив Патафи Линијске судије Роже Арм Андреас Келер |
| 44                                                              | Шутеви на гол                                   | 36 |              | Судије Дидије Маси Стив Патафи Линијске судије Роже Арм Андреас Келер |

## Победник
| Победник Шпенглеровог купа 2013. |
| -------------------------------- |
|                                  |
| ХК Женева-Сервет 1. титула       |

### Идеална постава турнира
| Позиција           | Хокејаш            | Тим              |
| ------------------ | ------------------ | ---------------- |
| Голман             | Тобијас Стефан     | ХК Женева-Сервет |
| Одбрана, десни бок | Виле Коистинен     | ХК Давос         |
| Одбрана, леви бок  | Маркус Нордлунд    | ХК Женева-Сервет |
| Десно крило        | Александар Радулов | ХК ЦСКА          |
| Центар             | Метју Ломбарди     | ХК Женева-Сервет |
| Лево крило         | Каспарс Даугавинш  | ХК Женева-Сервет |